# Hormuz (otok)
Hormuz (perz. هرمز) je iranski otok smješten u jugoistočnom dijelu Perzijskog zaljeva. Etimološko podrijetlo vuče od drevnog zoroastrijskog božanstva Ahure Mazde, dok su prema otoku nazvani Hormuški tjesnac i pokrajina Hormuzgan. Od kopna je udaljen oko 5 km, kružnog je oblika i ima površinu od 42 km². Zahvaljujući zemljopisnoj zaštićenosti od Indijskog oceana, povoljnom položaju na najužem dijelu Perzijskog zaljeva i blizini iranskom kopnu, otok ima važan strateški značaj i imao je vrlo turbulentnu povijest. Bio je naseljen još tijekom prapovijesti, u srednjem vijeku na njemu je utemeljeno Hormuško kraljevstvo koje je ovladalo nad tisućama kilometara obala južne Arabije i istočne Afrike, a između 1501. i 1622. bio je glavnim portugalskim uporištem u Jugozapadnoj Aziji. Najveće naselje na otoku danas jest istoimeni grad Hormuz s oko 3000 stanovnika, a glavna gospodarska djelatnost je ribarstvo.

## Poveznice
- Perzijski zaljev
- Hormuški tjesnac
- Popis iranskih otoka